# Hierodula siporana
Hierodula siporana es una especie de mantis de la familia Mantidae.

## Distribución geográfica
Se encuentra en Sumatra y en la isla Mentawai.